# Smith & Wesson Модель 10
Smith & Wesson Модель 10, відомий як Smith & Wesson .38 Hand Ejector Модель 1899, Smith & Wesson Military & Police або Smith & Wesson Victory Model, популярний у всьому світі револьвер. Його виробництво було розпочато в 1899 році. Револьвер Модель 10 має барабан на шість набоїв, .38 Special, подвійної дії з фіксованими прицілами. За період тривалого виробництва їх випускали зі стволами довжиною 2 in (51 мм), 3 in (76 мм), 4 in (100 мм), 5 in (130 мм) та 6 in (150 мм). Стволи довжиною 2.5 дюйми (64 мм) випускали за спеціальним замовленням. Всього було випущено 6,000,000 екземплярів, що зробило його найпопулярнішою ручною зброєю 20-го століття.

## Історія

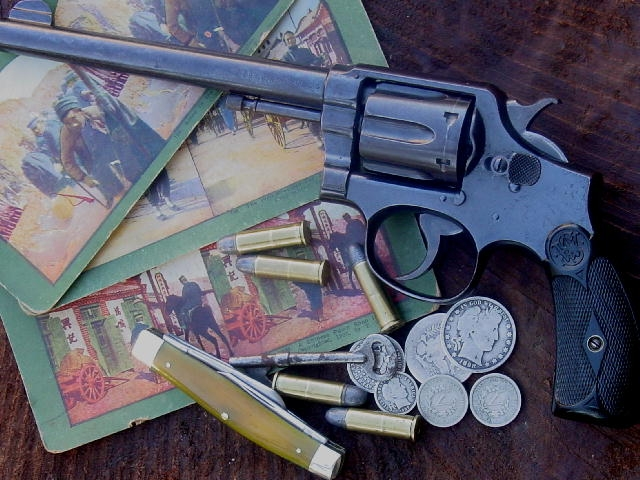
Перший револьвер Модель M&P 1899 року, ствол довжиною шість дюймів. стрижень ежектора вільний, без засувки під стволом, як у пізніх моделях

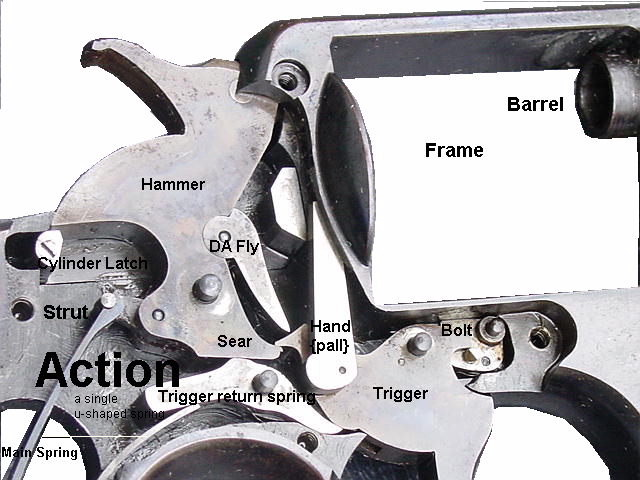
Блокування першої моделі відрізнялося від наступних версій. Зворотня пружина спускового гачка має вигляд плаского листа, а не спіральнуої пружини, яка була на моделях починаючи з 1905 року.

В 1899 році армія та флот США розмістили замовлення компанії Smith & Wesson на дві-три тисячі револьверів Моделі 1899 Hand Ejector під набій M1892 .38 Long Colt. Завдяки цьому замовленню, Hand Ejector Model стала відома як модель .38 Military and Police. Того ж року, після відгуків про використання зброї під час конфлікту на Філіппінах, Smith & Wesson почали випускати Military & Police під новий набій, .38 S&W Special (.38 Special), трохи витягнута версія набою .38 Long Colt з важчою кулею (158 гранів) та зі збільшеним зарядом пороху від 18 до 21 грани.
В 1902 році було представлено .38 Military & Police (Друга Модель), з істотними змінами. До них належать основні модифікації та спрощення внутрішнього замка та додавання засувки під стволом для закріплення вільного стрижня ежектора. Довжина ствола становила 4-, 5-, 6- та 6,5-дюймів з округлим торцем. Серійні номери Military & Police починаються з 1 по 20975. Більшість ранніх револьверів M&P випускали під набій .38 Special для цивільного ринку. До 1904 року S&W пропонували револьвер .38 M&P з округлим або квадратним торцем та стволами довжиною 4-, 5- та 6,5-дюймів.

### Перша світова війна

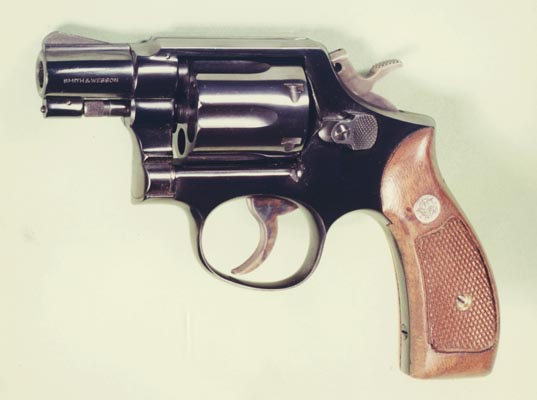
Короткоствольний S&W Модель 10

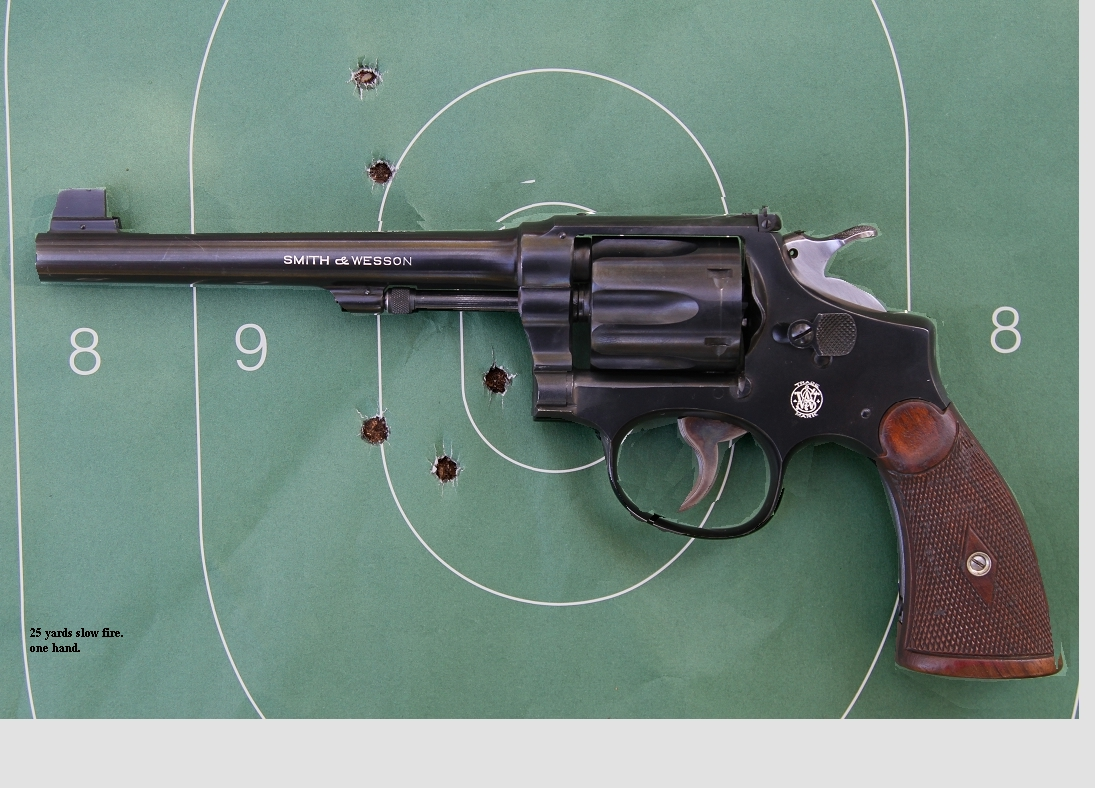
Smith & Wesson 1905 4-те покоління 1915 Цільова модель. Змагання «NRA» Slow Fire на відстані 25 ярдів. Цей екземпляр залишився на фабриці в 1929 році та був відправлений з десятьма іншими в Буенос-Айрес. Курок було додано пізніше і основною модифікацією майстерні King Gun Shop, для участі в змаганнях NRA.

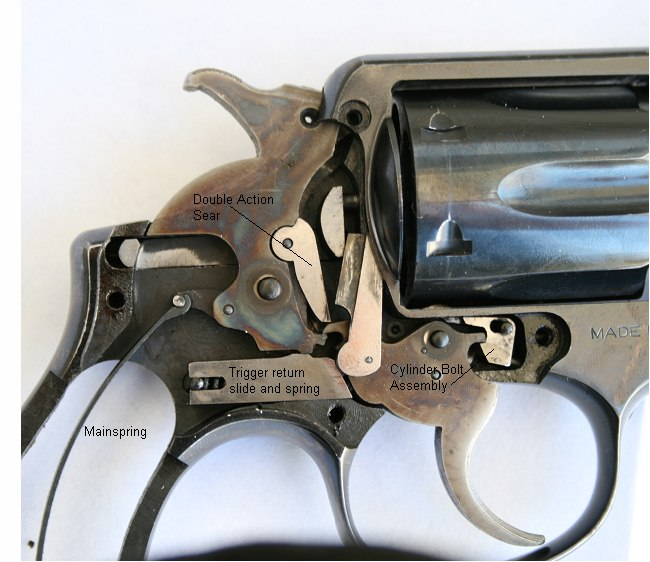
M&P 1905 Четвертий варіант (1915). Блокуючий механізм залишився без принципових змін.

В 1915 році було представлено револьвер .38 S&W Military & Police Модель 1905 4-те покоління, з пасивним блокуванням курка та збільшеними прицілами, який швидко став стандартним службовим револьвером. Револьвер M&P випустили у великій кількості під час Першої світової війни, коли він зарекомендував, як надійна та точна зброя. Хоча, під час Першої світової війни зросла популярність самозарядних пістолетів, часто обирали револьвер, такі як M&P, оскільки вони були більш надійними і простими в користуванні ніж автоматичні пістолети.
Після війни, револьвер M&P став стандартною поліцейською зброєю на наступні 70 років. Крім того він став популярним серед цивільних стрільців. Було випущено кілька моделей, в тому числі короткоствольна зі стволами довжиною 2-, 2,5- та 3-дюйми в 1936 році.

### Друга світова війна
Військові револьвери S&W M&P випускалися з 1942 по 1944 мав кілька серійних номерів з префіксом «V», вони були відомі, як Smith & Wesson Victory Model. Примітно, що перші револьвери Victory Model не мали префікса V. Під час Другої світової війни понад 570000 цих револьверів поставили до Об'єднаного Королівства, Канади, Австралії, Нової Зеландії Південної Африки по Ленд-лізу, під британський набій .38/200, який використовували в револьверах Enfield No 2 Mk I та Webley Mk IV. Більшість револьверів Victory Model направлених в Британію мали стволи довжиною 4- або 5-дюймів, хоча кілька перших екземплярів мали стволи довжиною 6-дюймів.
Револьвер Victory Model використовували збройних силах США під час Другої світової війни. Він мав калібр .38 Special. Victory Model був стандартною особистою зброєю авіаекіпажів ВМС та Корпусу морської піхоти США, крім того їх використовували охоронці фабрик та захисних споруд у всіх штатах протягом війни.
Деякі з цих револьверів залишалися на службі до 1990-х років у деяких підрозділах збройних сил США, в тому числі в ВПС США та в береговій охороні. До появи в 1990 році 9 мм пістолета Beretta M9, екіпажи вертольотів армії США та жінки-офіцери військової поліції носили револьвери .38 калібру Victory Model. Агенти підрозділу кримінальних розслідувань мали револьвери .38 калібру зі стволами довжиною два дюйми. Victory Model використовували екіпажи танкерів та транспортів Air National Guard під час операції Буря в пустелі в 1991 році, а також співробітники служби безпеки ВМС США до 1995 року.
Деякі експортні револьвери Victory Model були розроблені під британський набій .38/200 було повернуто до США і були перероблені під популярний та більш потужний набій .38 Special, такі револьвери мають особливе маркування на стволі. Барабани під калібр .38-200 перероблені під .38 Special мають негабаритні камори, що може призвести до проблем. Лі Гарві Освальд при затриманні 22 листопада 1963 року мав при собі саме перероблений револьвер Victory Model.
Зазвичай револьвери Victory Model мали піскоструйну обробку та паркеризацію, що сильно відрізняло револьвери від воронених або нікельованих/хромованих комерційних версій револьвера M&P/Модель 10. Іншою відмінністю револьвера Victory Model була наявність кільця для ремінця в нижній частині руків'я, крім того щічки руків'я були гладкими (а не картатих) з горіху. Хоча деякі перші моделі мали картате руків'яр.

### Модель 10
Після Другої світової війни Smith & Wesson повернулися до випуску серії M&P. Окрім косметичних змін та заміни рамки кріплення руків'я на Magna, пружинний запобіжний блок курка замінили кулачковим блоком ударника який вставлявся в канал на боковій панелі (Smith 1968). В 1957 році Smith & Wesson приняли рішення про використання числових позначень для розрізнення своїх різних моделей ручної зброї, а тому M&P отримав назву Модель 10.
M&P/Модель 10 була доступна в вороненій та нікельованій обробці. Крім того модель пропонували з круглими та квадратними торцями руків'я. Починаючи з серії Модель 10-5 наприкінці 1960-х, конічний ствол та мушка 'полумісяць' замінив прямий ствол та нахилена фрезерована мушка. Пізніші револьвери Модель 10 могли використовувати будь-які набої .38 Special, в тому числі набої +P+.
Станом на 2012 рік Модель 10 можна придбати лише зі стволом довжиною 4 дюйми, як і його аналог з неіржавної сталі, Smith & Wesson Модель 64. За всі роки виробництва було випущено 6,000,000 револьверів M&P, що зробило його найпопулярнішою ручною зброєю 20-го століття.

## Варіанти Моделі 10
| Модель | Рік  | Модифікація                                                                                  |
| ------ | ---- | -------------------------------------------------------------------------------------------- |
| 10     | 1957 | Поява                                                                                        |
| 10-1   | 1959 | Модель з важким стволом                                                                      |
| 10-2   | 1961 | Заміна стрижня екстрактора                                                                   |
| 10-3   | 1961 | Заміна стрижня екстрактора для важкого ствола, заміна ширини мушки з 1/10" на 1/8"           |
| 10-4   | 1962 | Прибрано гвинт спускової скоби                                                               |
| 10-5   | 1962 | Заміна ширини прицілу з 1/10" на 1/8" на стандартному стволі                                 |
| 10-6   | 1962 | Прибрано гвинт спускової скоби на рамці з важким стволом                                     |
| 10-7   | 1977 | Заміна газового кільця зі скоби на барабан для стандартного стволу                           |
| 10-8   | 1977 | Заміна газового кільця зі скоби на барабан для важкого стволу                                |
| 10-9   | 1988 | Заміна вилки барабана, радіусного штифта, змінна втулку в носі курка для стандартного стволу |
| 10-10  | 1988 | Заміна вилки барабана, радіусного штифта, змінна втулку в носі курка для важкого стволу      |
| 10-11  | 1997 | MIM курок/УСМ та плаваючий ударник для стандартного стволу                                   |
| 10-12  | 1997 | MIM курок/УСМ та плаваючий ударник для важкого стволу                                        |
| 10-13  | 2002 | Лімітований випуск комерційної версії 1899                                                   |
| 10-14  | 2002 | Додано внутрішнє блокування                                                                  |
| 10-14  | 2010 | Припинено                                                                                    |
| 10-14  | 2012 | Відновлено, як частина Класичної лінії                                                       |

### Варіанти .357 Magnum
Після появи невеликого прототипу револьвера Модель 10-6 під набій .357 Magnum, Smith & Wesson представили револьвер Модель 13 з важким стволом з вуглицевої сталі, а потім було представлено револьвер Модель 65 з неіржавної сталі. Обидва револьвери мали стволи різної довжини та ваги—загалом три та чотири дюйми з й без кожухів. Виробництво Моделі 13 було розпочато в 1974 році, а закінчено було в 1999 році. Модель 65 випускали в період з 1972 по 1999. Воронені моделі та моделі з неіржавної сталі були популярні в поліції та ФБР, а варіанти Моделі 65 випускали в лінійці Lady Smith в період з 1992 по 1999 роки.

### Варіанти .38 S&W
З кінця 1940-х до початку 1960-х Smith & Wesson випускали варіант Моделі 10 під набій .38 S&W під назвою Модель 11 яку направляли до армій країн Британської Співдружності та поліції. and police forces. Крім того їх відправляли до Канади.

## Заміна
Револьвер S&W Модель 10 був дуже популярною зброєю до появи самозарядних пістолетів у багатьох департаментах поліції, а також в арміях.
- Деякі підрозділи ірландської поліції замінили Модель 10 на самозарядні пістолети SIG Sauer P226 та Walther P99.
- Поліція штату Вікторія замінили Модель 10 на M&P калібру .40 S&W.
- Поліція Нової Зеландії замінила револьвер пістолетом Glock 17.[8]
- Поліція Нового Південного Уельсу замінила Модель 10 пістолетами Glock 22, Glock 23 та Glock 27.
- До 1986 року револьвер використовували сили територіальної оборони Норвегії та поліцейська служба Норвегії до 2008, коли їх замінили пістолетом Heckler & Koch P30
- Поліція Португалії замінила револьвер пістолетом Walther PP, а пізніше пістолетом Glock 19.[8]
- Королівська поліція Малайзії використовували Модель 10 в якості службової зброї з початку 1970 разом з Моделлю 15 до заміни їх пістолетами Beretta PX4 та Walther P99. Їх використовували в поліцейському волонтерському резерві та в корпусі RELA для навчання та самооборони разом з револьверами Smith & Wesson Модель 36 зі стволом довжиною 2 дюйми.[8]
- Модель 10 формально були стандартною зброєю офіцерів поліції Великої Британії та у багатьох підрозділах їх замінили на Glock 17.[8]
- Зброю використовували в армії та корпусі морської піхоти США, аж до заміни пістолетами M1911A1 та M9.[8]

## Користувачі

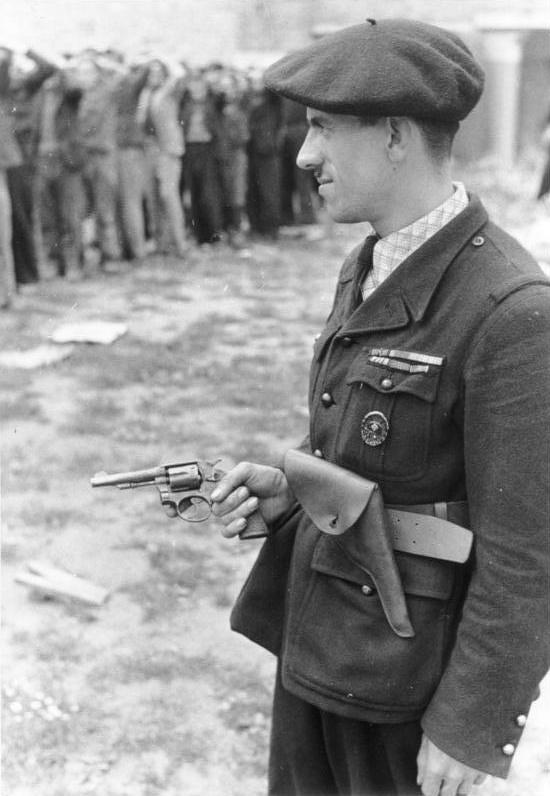
Іспанська копія «92 espagnol» револьвера Smith & Wesson M&P, який використовували в Milice під набій 8 мм French Ordnance.

Багато револьверів S & W Military & Police були захоплені і використовувалися поліцією деяких країн, наприклад, в поліції Австрії, під час окупації після Другої світової війни. Ці револьвери некоректно називають «Модель 10» оскільки нумерування моделей Smith & Wesson ввели лише в 1957 році. Треба звернути увагу, що під час Першої світової війни, копії револьвера Military & Police випускала в Іспанії компанія Eibar та Guernica, під набій 8 мм 1892 для французької армії; саме таку копію можна побачити на зображенні праворуч.
Зараз цю зброю використовують французькі інкасатори, дисциплінарні служби Гонконгу, офіцери поліції М'янми та інші бірманські воєнізовані загони, національна поліція перу та інші поліцейські підрозділи.
Кілька копій Smith & Wesson Модель 10 випустили в Ізраїлі компанією Israel Military Industries (IMI), як револьвер IMI 9 мм. Зброя отримала набій калібру 9 мм Luger, замість оригінального набою калібру .38 Special. До того ж китайська компанія Norinco випускала з 2000 року револьвер NP50, який є копією револьвера Smith & Wesson Модель 64.

### Країни
- Афганістан
- Алжир[17]
- Ангола
- Аргентина
- Вірменія
- Азербайджан
- Австралія[18]
- Австрія
- Бангладеш
- Болівія
- Бурунді
- Камбоджа
- Камерун
- Канада — Поліцейські підрозділиVarious Police Forces.
- Чилі
- КНР[8]
- Колумбія
- Республіка Конго
- Коморські Острови
- Коста-Рика[8]
- Хорватія
- Куба
- Данія
- Джибуті
- Єгипет
- Екваторіальна Гвінея
- Еритрея
- Ефіопія
- Фіджі
- Фінляндія
- Франція[8]
- Гаїті
- Гонконг — поліція Гонконгу.[8]
- Угорщина
- Ісландія — Носили офіцери ісландської поліції. Замінено пістолетом Glock 17. Ісландська берегова охорона також використовувала Модель 10 .
- Індія
- Індонезія
- Іран
- Ірак
- Ірландія — Збройні підрозділи Garda Síochána
- Ізраїль[8]
- Ямайка
- Японія — Використовували в штабах деяких префектур поліції з кінця 1940-х.[19]
- Йорданія
- Королівство Лаос: Отримали від уряду США під час громадянської війни в Лаосі.[20]
- Латвія
- Лівія[21]
- Литва
- Макао
- Македонія
- Мадагаскар
- Малайзія[8]
- Мальта
- Мексика
- Монголія
- Марокко
- Мозамбік
- М'янма
- Намібія
- Непал
- Нідерланди
- Нова Зеландія[18]
- Нігерія
- Норвегія — стандартної зброї поліцейської служби Норвегії з 1981 по 2007.
- Північна Корея
- ДРВ
- Пакистан
- Перу[8]
- Філіппіни[8]
- Португалія[8]
- Катар
- Саудівська Аравія
- Південна Африка[18]
- Південна Корея[8]
- Південний В'єтнам[22][23]
- В'єтнам[8]
- Таїланд[8]
- Туреччина — Національна поліція Туреччини.[24] Використовували з 1951 до середини 1990-х.
- Уганда
- Об'єднане Королівство — поліцейська зброя.[8]
- США — різні поліцейські підрозділи, різні в'язниці, а також збройні сили США.[8]
- Зімбабве